# Ldzań
Ldzań – wieś w Polsce położona w województwie łódzkim, w powiecie pabianickim, w gminie Dobroń.
Prywatna wieś duchowna położona była w drugiej połowie XVI wieku w powiecie szadkowskim województwa sieradzkiego, własność krakowskiej kapituły katedralnej. W latach 1954–1959 wieś należała i była siedzibą władz gromady Ldzań, po jej zniesieniu w gromadzie Dobroń. W latach 1975–1998 miejscowość administracyjnie należała do województwa sieradzkiego.
Wieś położona jest nad Grabią, na południe od Dobronia, w odległości 4 km od głównej szosy z Łodzi do Sieradza. Leży wśród lasów obfitujących w grzyby, jagody, borówki i jeżyny, pagórków i wydm porośniętych jałowcami i wrzosami.
Znana od 1444 r. W XVI w. wytapiano tu żelazo z rudy darniowej.
Ośrodek sztuki ludowej: zdobnictwa, plastyki obrzędowej i tkactwa. Wykryto tu cmentarzysko prehistoryczne z okresu ceramiki starszej – łużyckiej.
W skład wsi wchodziła osada młyńska o nazwie Talar, gdzie nad Grabią stoją dwa drewniane młyny, które kiedyś napędzał nurt rzeki. Oba pochodzą z XIX wieku. W pobliżu odkryto cmentarzysko kultury łużyckiej.
W Ldzaniu jest pole namiotowe. Rozwinęło się budownictwo letniskowe. Od Ldzania po Barycz po obu stronach rzeki są bardzo dobre warunki biwakowania.
biegnie Łódzka Magistrala Rowerowa N-S

## Zabytki
Według rejestru zabytków Narodowego Instytutu Dziedzictwa na listę zabytków wpisane są obiekty:
- zespół młyna wodnego, k. XIX, nr rej.: 411/A z 22.01.1996:
  - młyn wodny, drewniany
  - turbinownia
  - „młynek”
  - turbinownia „młynka”
  - śluza na rzece Grabi.